# Шелл, Харри
Ха́рри Шелл (англ. Harry Schell, 29 июня 1921, Париж — 13 мая 1960, Сильверстоун) — американский автогонщик, пилот Формулы-1.

## Карьера

### Ранние годы
Харри О’Рейлли Шелл родился 29 июня 1921 года в Париже. Его отец, Лори Шелл, — француз; мать, Люси О’Рейлли Шелл, — американка. Лори Шелл был главой автоспортивной команды Ecurie Bleue, использовавшей автомобили Talbot и Delahaye. После того, как он погиб в автокатастрофе, команду возглавила Люси О’Рейлли Шелл. В 1940 Харри Шелл поехал на гонку 500 миль Индианаполиса, в которой за Ecurie Bleue выступал французский гонщик Рене Дрейфус. После просмотра этой гонки Харри принял решение сам стать автогонщиком.
Во время Второй мировой войны Шелл служил в американских войсках в Финляндии. После войны он начал выступать в автогонках, в том числе — в Формуле-3.

### Создание Horschell Racing Corporation и дебют в Формуле-1 (1949—1950)
В 1949 Харри Шелл начал выступать в Формуле-2 за свою собственную команду, носившую название Horschell Racing Corporation. В Coupe de Salon, проходившем на трассе Монлери, он занял второе место за рулём Talbot.
В 1950 Шелл провёл полный сезон Формулы-2 на Cooper-JAP. В Формуле-3 он выиграл три гонки — в Монсе, Экс-ле-Бене и Гренобле. В этом же году Харри Шелл дебютировал в Формуле-1 в Гран-при Монако, где сошёл с дистанции из-за массовой аварии на первом круге. Его выступление за рулём Cooper T12 стало первым в Формуле-1 для заднемоторных автомобилей, а также единственным — для моторов конфигурации V2. Харри Шелл принял участие в Гран-при Швейцарии 1950 года за рулём Talbot-Lago T26C, заняв 8 место.

### Первые полные сезоны в Формуле-1 (1951—1956)
B 1951 и 1952 Харри Шелл выступал в Формуле-1 на Maserati за Ecurie Piate. В 1953 он перешёл в Gordini, и сезон 1953 стал первым полным сезоном для Харри Шелла в Формуле-1. Очков он не набрал, но добивался успехов во внезачётных гонках. Также в 1953 Шелл дебютировал в Ле-Мане, заняв шестое место. В 1954 Харри Шелл выступал на собственной Maserati A6GCM, а в Швейцарии он дебютировал за заводскую команду Maserati за рулём Maserati 250F. В Гран-при Испании Харри выступал на своей собственной Maserati 250F. Он стартовал четвёртым и сенсационно лидировал в гонке, однако сошёл с дистанции по техническим причинам. Шелл добился подиума в трёх внезачётных Гран-при, проходивших в 1954.
В 1955 Харри Шелл ездил в Формуле-1 за заводские команды Maserati, Ferrari и Vanwall, но не набрал очков. Наряду с этим за команду Тони Вандервелла он выиграл несколько гоночных серий. В 1956 Шелл набрал свои первые очки в Формуле-1: выступая за Vanwall, американец занял 4 место в Гран-при Бельгии.

### Выступления за Officine Alfieri Maserati (1957)
Сезон 1957 Формулы-1 Харри Шелл начал с четвёртого места в Гран-при Аргентины, в котором он выступал за Scuderia Centro Sud на Maserati 250F. Затем Шелл вновь стал пилотом заводской команды Maserati. В Гран-при Пескары Харри Шелл впервые финишировал на подиуме (3 место), а в Гран-при Италии продолжил набирать очки, разделив пятое место с Джорджио Скарлатти. В общем зачёте пилот занял 10 место, с 8 очками. Помимо этого, Харри дважды пришёл на подиум во внезачётных Гран-при.

### Выступления за BRM (1958—1959)
В 1958 Харри Шелл заключил контракт с командой British Racing Motors (BRM) на 2 года. Пилот финишировал в очковой зоне в своих первых трёх Гран-при за BRM, причем в Голландии он стал вторым. В 1958 Шелл ещё дважды набрал очки и в общем зачёте занял шестое место.
Сезон 1959 года не был столь успешным для Харри Шелла. Он ни разу не был на подиуме и занял в чемпионате 13 место.

### Поздняя карьера (1959—1960)
В конце 1959 года Харри Шелл приобрёл Cooper T51 и стал выступать за собственную команду, которую назвал Ecurie Bleue — так называлась команда его отца. В Гран-при США Харри стартовал третьим, но сошёл с дистанции уже на 5 круге.
Харри Шелл принял участие в Гран-при Аргентины 1960 года за Ecurie Bleue, после чего присоединился к команде Yeoman Credit. Во время тренировки к International Trophy в Сильверстоуне Харри потерял управление своим Cooper, попал в аварию и разбился насмерть. Его гибель стала большой потерей для автоспорта.

## Полная таблица результатов

### Формула-1
| Легенда к таблице |                                                                    |
| --- | ------------------------------------------------------------------ |
| В таблице перечислены результаты всех Гран-при Формулы-1, в которых принимал участие гонщик. Строками таблицы являются сезоны, столбцами — этапы чемпионата мира. В каждой клетке указаны сокращённое название этапа и результат, дополнительно обозначенный цветом. Расшифровка обозначений и цветов представлена в нижеследующей таблице. |                                                                    |
| \| Пример \| Описание \| \| ------------ \| ------------------------------------------------------------------ \| \| 1 \| Победитель \| \| 2 \| Второе место \| \| 3 \| Третье место \| \| 5 \| Финишировал, заработав очки \| \| Сход \| Не финишировал, но при этом заработал очки \| \| 12 \| Финишировал, не получив очков \| \| НКЛ \| Финишировал, но не попал в финальную классификацию \| \| 15 \| Участвовал вне зачёта, либо по отдельной классификации \| \| 18 \| Не финишировал, но попал в финальную классификацию \| \| Сход \| Не финишировал \| \| НКВ \| Не прошёл квалификацию \| \| НПКВ \| Не прошёл предквалификацию \| \| ДСК \| Дисквалифицирован \| \| ИСК \| Исключён из протокола соревнований \| \| ТТ \| Заявлен для участия только в тренировках \| \| НС \| Участвовал в квалификации, но не стартовал в гонке \| \| Т \| Травмирован или болен \| \| ОТК \| Отказ от участия \| \| НТР \| Прибыл на соревнования, но на трассу не выезжал \| \| НПР \| Был заявлен в числе участников, но не прибыл к началу соревнований \| \| О \| Соревнования отменены \| \| \| Не участвовал \| \| Поул-позиция \| \| \| Быстрый круг \| \| |                                                                    |
| Пример | Описание                                                           |
| 1 | Победитель                                                         |
| 2 | Второе место                                                       |
| 3 | Третье место                                                       |
| 5 | Финишировал, заработав очки                                        |
| Сход | Не финишировал, но при этом заработал очки                         |
| 12 | Финишировал, не получив очков                                      |
| НКЛ | Финишировал, но не попал в финальную классификацию                 |
| 15 | Участвовал вне зачёта, либо по отдельной классификации             |
| 18 | Не финишировал, но попал в финальную классификацию                 |
| Сход | Не финишировал                                                     |
| НКВ | Не прошёл квалификацию                                             |
| НПКВ | Не прошёл предквалификацию                                         |
| ДСК | Дисквалифицирован                                                  |
| ИСК | Исключён из протокола соревнований                                 |
| ТТ | Заявлен для участия только в тренировках                           |
| НС | Участвовал в квалификации, но не стартовал в гонке                 |
| Т | Травмирован или болен                                              |
| ОТК | Отказ от участия                                                   |
| НТР | Прибыл на соревнования, но на трассу не выезжал                    |
| НПР | Был заявлен в числе участников, но не прибыл к началу соревнований |
| О | Соревнования отменены                                              |
| | Не участвовал                                                      |
| Поул-позиция |                                                                    |
| Быстрый круг |                                                                    |

| Сезон | Команда                      | Шасси                   | Двигатель                  | Ш | 1        | 2        | 3        | 4        | 5        | 6        | 7        | 8        | 9        | 10       | 11    | Место | Очки |
| ----- | ---------------------------- | ----------------------- | -------------------------- | - | -------- | -------- | -------- | -------- | -------- | -------- | -------- | -------- | -------- | -------- | ----- | ----- | ---- |
| 1950  | Horschell Racing Corporation | Cooper T12              | JAP 1.1 V2                 | D | ВЕЛ      | МОН Сход | 500      |          |          |          |          |          |          |          |       | —     | 0    |
| 1950  | Ecurie Bleue                 | Talbot Lago T26C        | Talbot 4,5 L6              | D |          |          |          | ШВА 8    | БЕЛ      | ФРА      | ИТА      |          |          |          |       | —     | 0    |
| 1951  | Enrico Plate                 | Maserati 4CLT/48        | Maserati 4CLT 1,5 L4C      | P | ШВА 12   | 500      | БЕЛ      | ФРА Сход | ВЕЛ      | ГЕР      | ИТА      | ИСП      |          |          |       | —     | 0    |
| 1952  | Enrico Plate                 | Maserati Plate 4CLT     | Maserati Plate 4CLT 2,0 L4 | P | ШВА Сход | 500      | БЕЛ      |          | ВЕЛ 17   | ГЕР      | НИД      | ИТА      |          |          |       | —     | 0    |
| 1952  | Enrico Plate                 | Maserati Plate 4CLT/48  | Maserati Plate 4CLT 2,0 L4 | P |          |          |          | ФРА Сход |          |          |          |          |          |          |       | —     | 0    |
| 1953  | Equipe Gordini               | Gordini Type 16         | Gordini 2,0 L4             | Е | АРГ 7    | 500      | НИД Сход | БЕЛ 7    | ФРА Сход | ВЕЛ Сход | ГЕР Сход | ШВА      | ИТА 9    |          |       | —     | 0    |
| 1954  | Harry Schell                 | Maserati A6GCM          | Maserati 250F 2,5 L6       | P | АРГ 6    | 500      | БЕЛ      | ФРА Сход | ВЕЛ 12   | ГЕР 7    |          | ИТА      |          |          |       | —     | 0    |
| 1954  | Harry Schell                 | Maserati 250F           | Maserati 250F 2,5 L6       | P |          |          |          |          |          |          |          |          | ИСП Сход |          |       | —     | 0    |
| 1954  | Officine Alfieri Maserati    | Maserati 250F           | Maserati 250F 2,5 L6       | P |          |          |          |          |          |          | ШВА Сход |          |          |          |       | —     | 0    |
| 1955  |                              |                         |                            |   | АРГ      | МОН      | 500      | БЕЛ      | НИД      | ВЕЛ      | ИТА      |          |          |          |       | —     | 0    |
| 1955  | Officine Alfieri Maserati    | Maserati 250F           | Maserati 250F 2,5 L6       | P | 6        |          |          |          |          |          |          |          |          |          |       | —     | 0    |
| 1955  | Officine Alfieri Maserati    | Maserati 250F           | Maserati 250F 2,5 L6       | P | Сход     |          |          |          |          |          |          |          |          |          |       | —     | 0    |
| 1955  | Officine Alfieri Maserati    | Maserati 250F           | Maserati 250F 2,5 L6       | P | 7        |          |          |          |          |          |          |          |          |          |       | —     | 0    |
| 1955  | Scuderia Ferrari             | Ferrari 555 Supersqualo | Ferrari 106 2,5 L4         | Е |          | Сход     |          | НС       |          |          |          |          |          |          |       | —     | 0    |
| 1955  | Vandervell Products Ltd      | Vanwall VW (55)         | Vanwall 254 2,5 L4         | P |          |          |          |          |          | 9/С      | Сход     |          |          |          |       | —     | 0    |
| 1956  | Vandervell Products Ltd      | Vanwall VW (56)         | Vanwall 254 2,5 L4         | P | АРГ      | МОН Сход | 500      | БЕЛ 4    | ФРА 10/С | ВЕЛ Сход |          | ИТА Сход |          |          |       | 17    | 3    |
| 1956  | Scuderia Centro Sud          | Maserati 250F           | Maserati 250F 2,5 L6       | P |          |          |          |          |          |          | ГЕР Сход |          |          |          |       | 17    | 3    |
| 1957  | Scuderia Centro Sud          | Maserati 250F           | Maserati 250F 2,5 L6       | P | АРГ 4    |          |          |          |          |          |          |          |          |          |       | 10    | 8    |
| 1957  | Officine Alfieri Maserati    | Maserati 250F           | Maserati 250F 2,5 L6       | P |          | МОН Сход | 500      | ФРА 6    | ВЕЛ Сход | ГЕР 7    | ПЕС 3    | ИТА 5/С  |          |          |       | 10    | 8    |
| 1958  | Joakim Bonnier               | Maserati 250F           | Maserati 250F 2,5 L6       | P | АРГ 6    |          |          |          |          |          |          |          |          |          |       | 6     | 14   |
| 1958  | BRM                          | BRM P25                 | BRM P25 2,5 L4             | D |          | МОН 5    | НИД 2    | 500      | БЕЛ 5    | ФРА Сход | ВЕЛ 5    | ГЕР Сход | ПОР 6    | ИТА Сход | МАР 5 | 6     | 14   |
| 1959  | BRM                          | BRM P25                 | BRM P25 2,5 L4             | D | МОН Сход | 500      | НИД Сход | ФРА 7    | ВЕЛ 4    | ГЕР 7    | ПОР 5    | ИТА 7    |          |          |       | 13    | 5    |
| 1959  | Ecurie Bleue                 | Cooper T51              | Coventry Climax FPF 2,2 L4 | D |          |          |          |          |          |          |          |          | США Сход |          |       | 13    | 5    |
| 1960  | Ecurie Bleue                 | Cooper T51              | Coventry Climax FPF 2,2 L4 | D | АРГ Сход | МОН      | 500      | НИД      | БЕЛ      | ФРА      | ВЕЛ      | ПОР      | ИТА      | США      |       | —     | 0    |

1. ↑  После 50 кругов Трентиньян передал автомобиль Шеллу.
2. ↑  После 50-го круга Шелл передал автомобиль Бера.
3. ↑  После 30-го круга Буччи передал автомобиль Шеллу, который после 54-го круга передал его Мендитеги.
4. ↑  После 50 круга Муссо передал автомобиль Мантовани, который после 70 круга передал его Шеллу.
5. ↑  Сошёл на 22 круге, взял автомобиль Уортона.
6. ↑  Сошёл на 5 круге, взял автомобиль Хоторна.
7. ↑  Сошёл на 34 круге, взял автомобиль Скарлатти, разделил с ним очки за 5 место.

### 24 часа Ле-Мана
| Год  | Класс | №  | Команда                   | Напарник         | Машина                     | Круги | ОП   | КП   |
| ---- | ----- | -- | ------------------------- | ---------------- | -------------------------- | ----- | ---- | ---- |
| 1953 | S 3.0 | 35 | Automobiles Gordini       | Морис Трентиньян | Gordini T16S               | 293   | 6    | 1    |
| 1955 | S 5.0 | 5  | Scuderia Ferrari          | Морис Трентиньян | Ferrari 121 LM Scaglietti  | 107   | Сход | Сход |
| 1957 | S 5.0 | 1  | Officine Alfieri Maserati | Стирлинг Мосс    | Maserati 450S Zagato Coupe | 32    | Сход | Сход |